# Parque Central (Managua)
El Parque "General Irineo Estrada Morales" más conocido como Parque Central, ubicado en el distrito Capital en el centro histórico de la ciudad de Managua, Capital de Nicaragua, es un parque de estilo neoclásico inaugurado en 1899.

## Historia
Su construcción inicio en 1898 durante la administración edilicia de Don Francisco Fonseca Silva, siendo el General Hipólito Saballos quien presentó la iniciativa y realizó las gestiones ante el entonces alcalde de la ciudad. Los planos fueron encargados al arquitecto Monsieur Louis Lairac a un costo de 10.500 pesos de la época. 
El General Irineo Estrada Morales siendo alcalde en 1899 contribuyó en el mejoramiento de la obra que dejó inconclusa. Fue pionero ecologista, promovió la arborización de la ciudad, al punto que en sesión solemne del 29 de marzo de 1899 acordó estimular a los vecinos que hicieran alamedas; para tal efecto, se comisionó al alcalde segundo con el fin de aleccionar a estos vecinos en cuanto al tipo de árboles a sembrar y la distancia de separación entre ellos.

### Inauguración
El 8 de noviembre de 1899, con el patronato de la Junta de Ornato de Managua, se inauguró el Parque Central por el General José Santos Zelaya, junto con la señorita Donaldson, participando también un conocido profesor de la época, Francisco Huezo recitando un discurso y entre los que asistieron a su inauguración también estaban catorce padrinos con sus respectivas compañeras y a la cabeza el Presidente de La República. 

### Nombre oficial
El alcalde Juan de Dios Moreira mediante un bando municipal de 1900 lo nombró oficialmente "Parque "General Irineo Estrada Morales"" en honor a quien siendo alcalde en 1899 estuvo a favor de mejorar la obra; sin embargo; los capitalinos lo continuaron llamando "Parque Central". Irineo Estrada había fallecido en junio de 1899, a los 22 años de edad, muy querido del pueblo de Managua. En 1895, a los 18 años, casi un adolescente, el Gobierno del Doctor y General José Santos Zelaya le había otorgado el grado de General de Brigada, por su valor y patriotismo durante la guerra contra Honduras (1894).

### Centro de la capital
Desde que se construyó, el Parque Central ha tenido muchas transformaciones en cuanto a su estructura física, perdiendo el 75% del estilo original. Posteriormente al terremoto de 1931 el parque era una de las principales atracciones de la ciudad, ya que formaba parte del centro de la ciudad Capital, ahora centro histórico, junto con el Palacio Nacional, actual Palacio de la Cultura y la antigua Catedral de Managua formando una pequeña Plaza Central o Plaza Mayor; ocupando el lugar donde se encontraba La Fuente Musical, demolida en 2007, y la Plaza de la República.

## Estilo
Después del terremoto de 1931 el estilo arquitectónico predominante de esa época en Managua era el Neoclásico, ya que fue introducida a Nicaragua a finales del siglo XIX. Con la administración de Zelaya, el neoclásico tuvo un fuerte impulso en la construcción de obras municipales, como el Palacio de Comunicaciones, Cementerio San Pedro, la Catedral Metropolitana, parques etc. Por lo que el Parque Central al igual que el Parque Rubén Darío fueron construidos con ese estilo arquitectónico europeo. En la década de 1940 se construyó en el centro del parque el Templo de la Música, una glorieta que en la parte superior, en el exterior, tiene 9 episodios de la historia de Nicaragua esculpidos en altorrelieve.

## Monumentos
Dentro del área del parque se encuentran varios bienes edilicios importantes:
- El Templo de la Música conocida popularmente como La Glorieta.
- Busto del General Francisco Morazán, adalid de la Unidad Centroamericana.
- Busto de Don Fulgencio Vega, Senador Director que emitió el Decreto del 5 de febrero de 1852 designando a Managua, Capital de La República.
- Busto de Doña Josefa Toledo de Aguerri (1940), figura cimera del magisterio nicaragüense.
- Mausoleos de Carlos Fonseca Amador (1979), Santos López (1980) y Tomás Borge (2012)